# توم هيلم
توم هيلم هو سياسي أسترالي، ولد في 5 أبريل 1941. نشط حزبياً في حزب العمال الأسترالي.